# Sieghard Knodel
Sieghard Knodel (* 13. Februar 1961 in Korntal) ist ein deutscher Politiker (parteilos, zuvor AfD) und seit 2025 Mitglied des Deutschen Bundestages.

## Politischer Werdegang
Der Betriebswirt und Landmaschinenmechanikermeister Knodel trat 2021 der Alternative für Deutschland (AfD) bei und zog bei der Bundestagswahl 2025 über den 18. Platz der Landesliste der AfD Baden-Württemberg in den 21. Deutschen Bundestag ein.
Knodel erklärte am 5. Mai 2025 seinen Austritt aus der AfD. Er werde dem Bundestag künftig als fraktionsloser Abgeordneter angehören. Er begründete seinen Austritt mit der Einstufung der AfD als „gesichert rechtsextremistisch“ durch den Verfassungsschutz. Er müsse sein „privates und geschäftliches Umfeld“ schützen und erachte diesen Schritt daher als unvermeidlich, auch wenn er ihn „sehr ungern“ gehe.
Er ist beratendes Mitglied im Ausschuss für Landwirtschaft, Ernährung und Heimat.